# Lymantria ichorina
Lymantria ichorina är en fjärilsart som beskrevs av Butler 1884. Lymantria ichorina ingår i släktet Lymantria och familjen tofsspinnare. Inga underarter finns listade i Catalogue of Life.